# 分離工学
分離工学（ぶんりこうがく、英語：separation engineering）とは、化学工業における分離プロセスについて扱う学問である。分離科学とも呼ばれる。
分離工学を学ぶには、物理化学（熱力学）や移動現象論の知識が必要となる。
混合物の中から目的物だけをえらび、抽出することを分離といい、化学工学を専門とする者にとって、分離工学は非常に重要な分野であるといってよい。
日本の大学の化学工学に関する学科における、分離工学の講義では、吸着、蒸留、ガス吸収、抽出、膜分離などを扱うことが多い。
分離工学は、分離精度を求めたり（例えばAとBの2成分混合物を単蒸留した場合、製品の組成はどうなるかを考えるようなことである）、分離装置（蒸留塔や吸収塔など）を設計したりするということがその目的である。

## 化学工業における分離操作の重要性
複数の原料を反応させて製品をつくるためには、まず原料を精製することから始めなくてはならない。例えば、石油化学プラントでは仕入れた原油をまず蒸留塔にかけて、ガソリン、軽油、重油などに分けてから次の工程に移す。このとき、分離はとても重要になる。
また、精製した原料を反応させて生成物を合成したあとは、分離して未反応物を取り除いて純度の高い製品にする必要がある。ここでもやはり分離は重要である。また、このとき取り除かれた未反応物はリサイクルされて、再び反応器に入る。原料にかかるコストを下げるためにも未反応物を回収し、再び反応させることが必要であり、そのために化学プラントには分離装置は欠かせない。
製造だけでなく廃水の減容化や、有害物質の除去にも分離が用いられている。
1982年時点の報告で、化学工業の消費するエネルギーのうち75%が分離に使用されているとある。また、石油化学産業の消費するエネルギーのうち約40%が蒸留操作による分離である。

## 分離操作の概要
分離操作には、相平衡を利用して分離する方法（これを平衡分離という）と速度差を利用して分離する方法（これを速度差分離という）とがある。平衡分離には、蒸留やガス吸収、抽出などがあり、速度差分離にはクロマトグラフィーや電気泳動などがある。
どの分離操作を用いるのが良いかは、そのケースごとに異なるが、例えば、2成分液ー液系の混合物であれば、蒸留や抽出を考えるのが普通である。また、この混合物の2つの成分の相対揮発度が大きければ蒸留操作では分けやすいといえるし、2成分が水と油のように溶解度が違う場合は抽出操作を用いるのがよいといえる。

## 分離操作の一覧
- 吸着：原子、イオンまたは気体状分子、液体または溶液表面への付着
- キャピラリー電気泳動
- 遠心分離 、粉体分離：密度差による分離
- クロマトグラフィー：物質との相互作用の違いによる溶解液の分離
- 結晶化
- デカンテーション
- デミスター（英語版）：蒸気より液滴を除去する
- 蒸留：液体混合物の沸点の違いを利用する
- 乾燥：固体から液体を蒸発させることで除去する
- 電気泳動：有機分子を電場の下でゲルとの相互作用の違いによる分離
- 水簸
- 蒸発
- 抽出
  - 侵出（英語版）
  - 溶媒抽出法
  - 固相抽出
- フィールドフローフラクショネーション（英語版）[7] [8] [9]
- 浮遊法
  - 加圧浮上法：溶液内に空気により気泡を発生させ、スラリーに懸濁している個体を非選択的に除去する
  - 泡沫浮選：貴重な疎水性個体を、空気スラリー混合物の機械的撹拌により発生した気泡に付着させることで浮遊させ回収する。
  - 脱インキ（英語版）、脱墨：疎水性のインク粒子を親水性の紙パルプから分離する。紙リサイクルで行われる。
- 凝析：フロックへ固体の凝集を促進する凝集剤を使用し、液体よりコロイド状の固体を分離する。
- ろ過 – メッシュ：バッグフィルターやろ紙を用いて懸濁している流体より大きな粒子を除去する（例：フライアッシュ）。膜処理には精密ろ過、限外ろ過、ナノろ過en:nanofiltration、逆浸透膜、透析、合成膜（en:synthetic membrane）の利用による、µmや、より小さいサイズの物質の分離。
- 分留
- en:Fractional freezing
- en:Oil-water separation：石油精製、石油化学、化学プラント、天然ガス処理プラント等で行われる。廃水に懸濁している油滴を分離する。
- 磁気分離（英語版）
- 沈殿
- 再結晶
- 堆積
  - en:Gravity separation
- 篩
- Stripping
- 昇華
- 唐箕
- ゾーンメルト法
- 超音波霧化分離[10]